# كلير فينش
كلير فينش (بالإنجليزية: Clair Finch)‏ هو سياسي أمريكي، ولد في 31 يوليو 1911، وتوفي في 1 ديسمبر 1976. حزبياً، نشط في الحزب الجمهوري. وقد انتخب عضو جمعية ولاية ويسكونسن.